# Cristiano Bergodi
Cristiano Bergodi (* 14. Oktober 1964 in Bracciano) ist ein ehemaliger italienischer Fußballspieler und derzeitiger -trainer. Er bestritt insgesamt 220 Spiele in der italienischen Serie A und der maltesischen Premier League. Zur Zeit trainiert er den rumänischen Verein CS Universitatea Craiova.

## Karriere als Spieler
Bergodis Karriere begann im Jahr 1984 bei Pescara Calcio in der Serie B. Nachdem er in den ersten beiden Jahren nur selten zum Einsatz gekommen war, wurde er in der Spielzeit 1986/87 zur Stammkraft und stieg mit seinem Klub in die Serie A auf. Nach dem Klassenerhalt 1988 musste er mit seiner Mannschaft am Ende der Saison 1988/89 wieder absteigen. Er verließ daraufhin Pescara und schloss sich Lazio Rom an. Mit Lazio konnte er sich zunächst im Mittelfeld der Serie A platzieren. Die Spielzeit 1992/93 schloss der Klub auf dem fünften Platz ab und qualifizierte sich für den UEFA-Pokal, wo er in der zweiten Runde gegen Boavista Porto ausschied. In der Saison 1994/95 spielte Bergodi erneut im UEFA-Pokal und erreichte das Viertelfinale.
Im Jahr 1996 verließ Bergodi Rom, nachdem er in den Jahren zuvor nur noch unregelmäßig zum Einsatz gekommen war. Er schloss sich Calcio Padova in der Serie B an. Mit seinem neuen Klub stieg er zwei Jahre später in die Serie C1 ab. Nach einem weiteren Abstieg in die Serie C2 verließ er im Sommer 1999 Padua und wechselte zu Sliema Wanderers nach Malta. Dort gewann er im Jahr 2000 den maltesischen Pokal und beendete seine aktive Laufbahn.

## Karriere als Trainer
Nach dem Ende seiner aktiven Laufbahn arbeitete Bergodi als Fußballtrainer. Nach Engagements bei unterklassigen italienischen Klubs verschlug es ihn im November 2005 zum FC Național Bukarest nach Rumänien. Als Nachfolger seines Landsmannes Roberto Landi verpasste er am Saisonende die Qualifikation zum Europapokal. Im Oktober 2006 übernahm er CFR Cluj, mit dem er die Spielzeit 2006/07 auf dem dritten Platz abschloss, was die Qualifikation zum UEFA-Pokal bedeutete. Trotz dieses Erfolges wurde er von Ioan Andone abgelöst. Bergodi wurde mit Beginn der Saison 2007/08 Cheftrainer des Ligakonkurrenten Rapid Bukarest, den er im Oktober 2007 zugunsten von Mircea Rednic wieder verlassen musste.
Zu Beginn des Jahres 2009 löste Bergodi Ionuț Popa als Trainer von Politehnica Iași ab. Er führte den Klub am Ende der Saison 2008/09 zum Klassenerhalt. Nach Saisonende verpflichtete ihn Rekordmeister Steaua Bukarest. Nach einer Auseinandersetzung mit Mäzen George Becali wurde er im September 2009 bereits wieder entlassen. Bergodi kehrte nach Italien zurück und wurde im Sommer 2010 Cheftrainer des FC Modena in der Serie B. Nach einer Platzierung im Mittelfeld am Ende der Saison 2010/11 wurde er im November 2011 entlassen.
Am 20. November 2012 übernahm Bergodi den Trainerposten beim Erstligisten Delfino Pescara 1936, nachdem Giovanni Stroppa dort zuvor sein Amt niedergelegt hatte. Nach der 0:1-Heimniederlage gegen Udinese Calcio und dem Absturz auf den letzten Tabellenplatz am 3. März 2013 wurde Bergodi in Pescara entlassen. Ende September 2013 verpflichtete ihn Zweitligist Brescia Calcio. Anfang März musste er wieder gehen. Er war ein Jahr ohne Verein, ehe er im April 2015 erneut Cheftrainer von Rapid Bukarest wurde. Dort konnte er den Abstieg 2015 nicht mehr verhindern. Im September 2015 beerbte er Vasile Miriuță bei Ligakonkurrent ASA Târgu Mureș. Im Dezember 2015 verließ er den Verein wieder. Ende März 2016 verpflichtete ihn erneut der FC Modena. Am Ende der Saison 2015/16 stieg er mit dem Klub ab und wurde entlassen.

## Erfolge

### Als Spieler
- Maltesischer Pokalsieger: 2000
- Qualifikation zum UEFA-Pokal: 1993, 1994, 1995, 1996

### Als Trainer
- Rumänischer Supercup-Sieger: 2007
- Qualifikation zum UEFA-Pokal: 2007